# San Pedro (Los Angeles)
San Pedro ist ein Stadtteil der kalifornischen Metropole Los Angeles. San Pedro liegt am südlichen Ende der Palos-Verdes-Halbinsel und grenzt im Osten an den Hafen von Los Angeles. Bis 1909 war San Pedro eine eigenständige Gemeinde, wurde jedoch im Rahmen umfangreicher Eingemeindungen der Stadt Los Angeles angegliedert. Von 1899 bis 1914 wurde in San Pedro der heutige Hafen von Los Angeles gebaut, der inzwischen als eigenständiger Stadtteil gilt.
San Pedro ist nur durch den Harbor Gateway mit dem restlichen Stadtgebiet von Los Angeles verbunden. Dabei handelt es sich um einen schmalen Stadtteil, durch den der Harbor Freeway führt. Besonderheiten des Viertels sind die Vincent Thomas Bridge, welche San Pedro mit Terminal Island verbindet, der Cabrillo Beach und das am Cabrillo Beach gelegene Cabrillo Marine Aquarium.

## Persönlichkeiten
- Charles Bukowski (1920–1994), deutschamerikanischer Dichter und Schriftsteller, verbrachte seine letzten Lebensjahre in San Pedro
- Yuri Kochiyama (1921–2014), Bürgerrechtsaktivistin
- Cobi Narita (1926–2023), Musikveranstalterin, wurde in San Pedro geboren
- Wendy Allen (* 1944), Skirennläuferin, wurde in San Pedro geboren
- Kyle Hobus (* 2000), Volleyballspieler

## Galerie

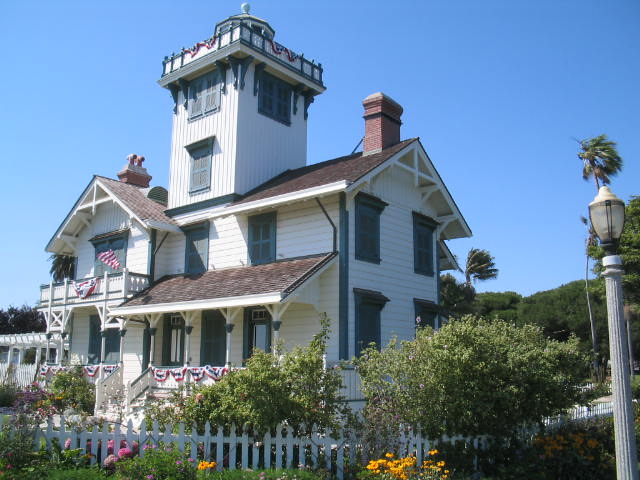
Der 1874 gebaute Leuchtturm Point Fermin gehört zu den ältesten Gebäuden von San Pedro